# 內政及王國關係部
內政及王國關係部（Ministerie van Binnenlandse Zaken en Koninkrijksrelaties）是荷蘭政府主掌內政的行政部門，設有一位國務秘書（Staatssecretaris）輔佐政務。
1998年至2007年間曾設有不管部大臣， 分別是1998至2002年的大城市與整合大臣，和2003至2007的政府改革與王國關係大臣。

## 職責
內政及王國關係部有「部會之母」之稱，因為多數部會，如農業部和教育文化及科學部都是從這裡分離出去。
法定的任務有：
- 維護《荷蘭憲法》
- 保障民主法治
- 確保有效率及有效能的公共行政，包含下級政府，市鎮，省，水利委員會（Water boards）
- 促進公共秩序與安全，集中化管理國家警力
- 提升公務員品質並協調全體公務員的管理與人事政策
- 協調荷蘭王國內部各構成國的合作，如向國王提名阿魯巴、古拉索和荷屬聖馬丁總督人選

由於與司法部共同分擔許多職責，也位於同一棟建築物，因此這兩部有雙子部會之稱。

## 組織

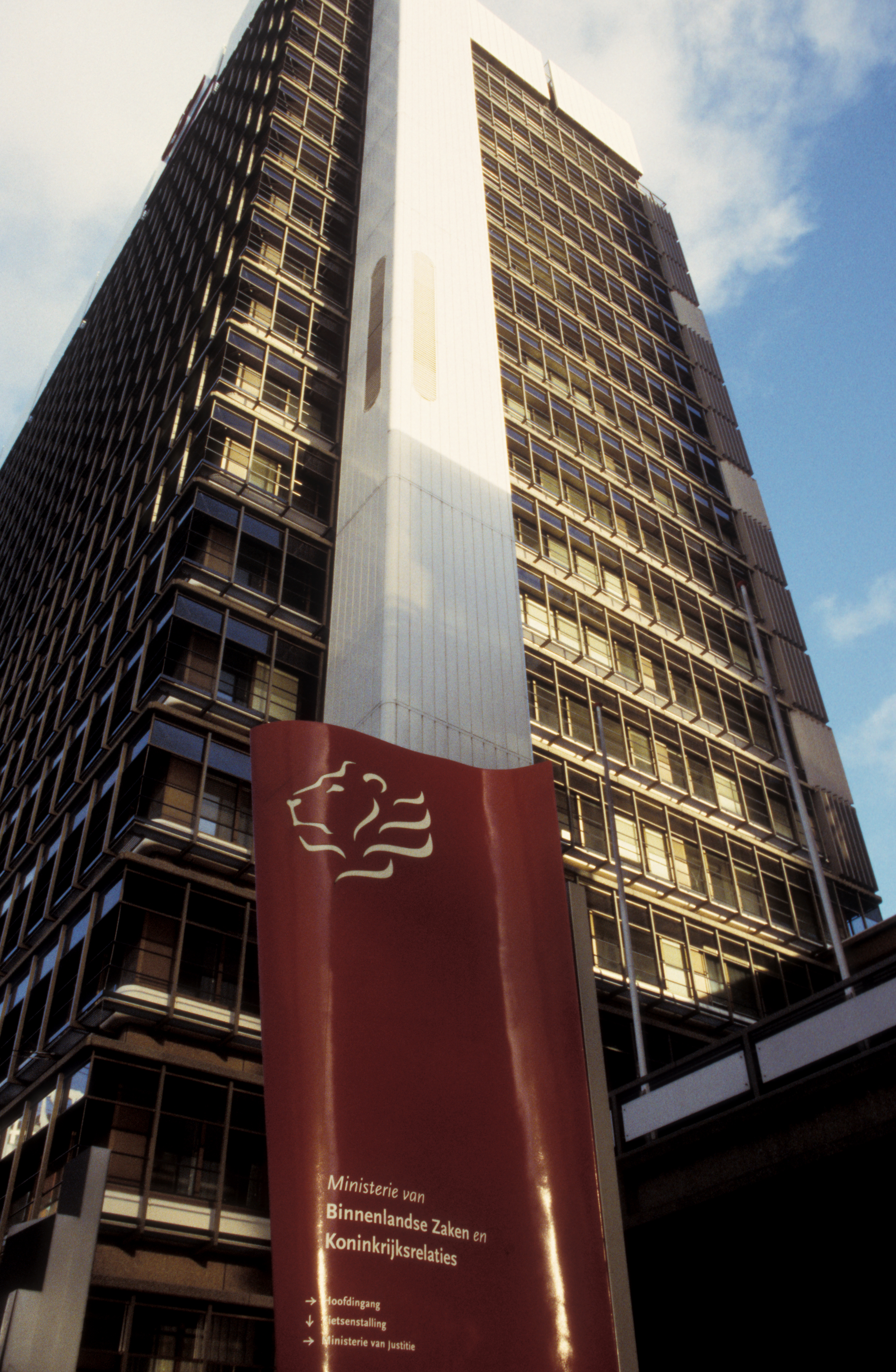
辦公大樓

目前該部擁有一位大臣部長及一位國務秘書（Staatssecretaris），職員約有3,000位。主辦公室與司法部位於海牙市中心的同一棟建築物。公務人員由正副秘書長管理，他們也領導四個總司（Directorate general）：
- 公共行政總司（Directorat General for Public Administration）
- 公共秩序與安全總司（Directorat General for Public Order and Safety）
- 管理與人事政策總司（Directorat General for Management and Personnel Policy）
- 憲法事務與王國關係總司（Directorat General for Constitutional Affairs and Kingdom Relations）

另外，荷蘭安全局是部內一個重要的自治機構。

## 歷史
內政及王國關係部成立於1798年，負責巴達維亞共和國內部政策與監督國家水利工程。自1801年起正名為內政部，有時會將其他職責加入名稱中，像是農業（1922-1932）和王國關係（1998年至今）。在1959年到1998年間，除了原有的職責，大臣還負責與蘇利南、荷屬安地列斯和阿魯巴的關係。在這之前，政府曾有一位殖民地事務大臣，在1945年後改稱為海外事務大臣。

## 外部連結
- 內政及王國關係部 （页面存档备份，存于）